# Chester (Nuova Scozia)
Chester è un villaggio del Canada, situato nella provincia di Nuova Scozia.